# Gnote
Gnote is een vrij programma voor Linux, voor het maken en beheren van notities. Het is een kloon van Tomboy, geschreven in C++ door Hubert Figuiere. Het maakt gebruik van een wiki-systeem om links tussen notities mogelijk te maken. Gnote is een onderdeel van de GNOME-desktopomgeving, en vervult de functie van personal information management. Het hoofdprincipe is een notitieblok met een wiki-achtige interface. Woorden op het notitieblad die gelijk zijn aan de titel van bestaande notities, worden automatisch hyperlinks, wat het mogelijk maakt om grote verzamelingen persoonlijke informatie te beheren, zoals referenties naar favoriete artiesten die automatisch linken naar een notitie met hun naam. Een aantal plugins breiden het programma uit met mogelijkheden zoals exporteren naar HTML en ondersteuning voor het afdrukken van notities.

## Kloon
Gnote is ontstaan als een kloon van Tomboy, geschreven in C++ om niet meer afhankelijk te zijn van het Mono-framework. Het veroorzaakte wat controverse toen de ontwikkelaar werd beschuldigd van het hebben van een anti-Mono motief. Daarom legde hij uit dat Gnote geschreven was als een oefening in het porten van Mono-applicaties, en dat het systemen waar Mono niet in past, toch nog van een notitie-applicatie verschaft. Het programma wordt meegeleverd vanaf Fedora 12, die Mono van de installatie-cd had verwijderd omdat er te weinig ruimte was.

## Overzicht
Enkele mogelijkheden van Gnote zijn:
- Zoeken in notities
- Linken naar andere notities
- Tekst opmaken (vet, schuin, doorstreept, onderlijnd)
- Lettergrootte aanpassen
- Lijsten maken
- Ongedaan maken

## Plug-ins
Gnote ondersteunt plugins die functionaliteit toevoegen zoals:
- Afdruk-ondersteuning
- Sticky Notes-notities importeren
- Exporteren naar HTML
- Bugzilla links
- Tekst met een vaste breedte
- Tomboy-notities importeren
- Backlinks, om te zien welke notities naar de huidige notitie linken
- Tekst onderlijnen
- Tijdsafdruk plaatsen